# Chris Lake
Chris Lake (Norwich; 8 de agosto de 1982) es un DJ y productor escocés de música house radicado en Aberdeen (Escocia).

## Biografía
Nacido en Norwich (Reino Unido) el 8 de agosto de 1982, Chris Lake tuvo una educación nómada, se crio en un pequeño pueblo llamado Lingwood (Reino Unido), donde residió sus primeros doce años. Luego vivió en Irlanda del Norte durante un año antes de trasladarse finalmente a Escocia, donde reside actualmente en Peterhead (a las afueras de Aberdeen).
Fue reconocido en el 2002 por los bootlegs realizados de las producciones de varios artistas, como fue el caso de The Prodigy con "Climbatize", Leftfield "Planet Phat", y Eurythmics "Sweet Dreams", lanzados bajo el alias de "Christophe D'Abuc"
En 2006, su sencillo "Changes", con la colaboración en las voces de Laura V, alcanzó el puesto #27 en el UK Singles Chart. "Changes" fue lanzado originalmente en 2005 por el sello discográfico Alternative Route Recordings y también su lanzamiento mundial por Universal Music, en el verano boreal del 2006. Llegó a ocupar el puesto #10 en Billboard' Hot Dance Airplay chart.
Su sencillo, "Carry Me Away" (con Emma Hewitt), llegó a la cima del Billboard Hot Dance Airplay Chart.
Consiguió entrar por tercer año consecutivo en el Top 10 en los charts de dance de EE.UU con "Only One". "If you knew", al igual que "Only One" incluye la participación en las voces de Nastala, se convirtió en su cuarto sencillo consecutivo, en ocupar el Top 10 en los charts de dance de EE. UU.
El 12 de mayo de 2009, lanzó su primer álbum de estudio llamado “Crazy”, incluye la colaboración del productor francés Sébastien Léger.
Lake ha participado como DJ invitado en diversos programasde radio como en el espacio de Pete Tong en la BBC Radio 1. Tong elogió a Lake como "lo mejor que surgió de Escocia desde la aparición de Mylo. Sin embargo, Lake se considera inglés y dice no ser técnicamente escocés.
Chris Lake posee dos sellos discográficos: “Music Rising” y “Trax Rising”. Para la mezcla en el estudio, Lake utiliza Apple Logic
El 27 de septiembre de 2010, lanzó su segundo álbum de estudio en colaboración con Marco Lys titulado “Cross the Line”.

## Discografía

### Álbumes de estudio
- 2009: Crazy [Nervous Records]

### Sencillos
- 2002: "Santiago de Cuba" (Lost Language)
- 2004: "Filth" with Rowan Blades (Alternative Route Recordings)
- 2004: "Hiatus" (Pangea Recordings)
- 2005: "One Too Many / Electro Retro" (Rising Music)
- 2005: "Until She Rises" (Little Mountain Recordings)
- 2006: "Changes" featuring Laura V (Alternative Route, Apollo Rec.) (UK #27,[5] Hot Dance Airplay #10, Global Dance Tracks #18, European Hot 100 #77)
- 2006: Mistakes EP (Rising Music)
- 2007: "Carry Me Away" featuring Emma Hewitt (Rising Music) (Hot Dance Airplay #1, Global Dance Tracks #28)
- 2008: "Word / Ghost" with Sébastien Léger (Rising Music)
- 2008: "Only One" (Rising Music) (Hot Dance Airplay #9)
- 2008: "If You Knew" featuring Nastala (Hot Dance Airplay #4)
- 2008: "Start Again" featuring Nastala
- 2010: "Minimal Life" with Nelski (Rising Music)
- 2010: "Sleepwalker" (mau5trap)
- 2011: "Colours" (con Nelski) [Rising Music]
- 2011: "Secrets In The Dark" [Rising Music]
- 2011: "NYC" (con Nightriders) [Rising Music]
- 2011: "Sundown" [Ultra Records]
- 2012: "Build Me Up" (feat. Gita Lake) [Ultra Records]
- 2012: "I Saw This Before" (feat. John Dahlbäck) [Ultra Records]
- 2012: "Stand Alone" (with Lazy Rich feat. Jareth) [Ultra Records]
- 2012: "Black Thong" (with Michael Woods) [Ultra Records]
- 2013: "Ohh Shhh" [Ultra Records]
- 2013: "Boneless" (with Steve Aoki & Tujamo) [Ultra Records]
- 2014: "Helium" (feat. Jareth) [Ultra Records]
- 2014: "Squeak" [Ultra Records]
- 2014: "Delirious (Boneless)" (Steve Aoki, Chris Lake & Tujamo feat. Kid Ink) [Ultra Records]
- 2014: "Goodbye" [Ultra Records]
- 2015: "Wicked Games" (Chris Lake & Chris Lorenzo) [Free Download]
- 2015: "Chest" [Ultra Records]
- 2015: "Piano Hand" (Chris Lake & Chris Lorenzo) [Ultra Records]
- 2016: "Stranger" [Ultra Records]
- 2016: "The Calling" (Chris Lake & Chris Lorenzo) [Ultra Records]
- 2016: "Operator (Ring Ring)" (feat. Dances) [Ultra Records]
- 2017: "I Want You" [OWSLA]

### Sin Lanzamiento Official
- 2016: "We are" (Chris Lake & Chris Lorenzo feat. Sam Nicolosi)

### Remixes
2001:
- Leftfield – "Phat Planet"

2002:
- Sia – "Drink to Get Drunk"
- The Prodigy – "Climbatize" / Eurythmics - "Sweet Dreams" (como Christophe D'Abuc)
- Stoler – "3am"

2003:
- Evrydaydowners – "This World"
- Joshua Collins – "Project 3"
- Ictus – "The Look"

2004:
- Bod – "Copycat" (como Echofalls)
- Özgür Can & Rouzbeh Delavari – "Eternity"

2005:
- Space Manoeuvres – "Stage One"
- René Amesz – "Fragile"
- De'Lacy – Hideaway 2005 (Rhythm Code & Chris Lake Mix)

2006:
- Axwell Feat. Steve Edwards – "Watch the Sunrise"
- Rogue Traders – "Watching You"
- Onionz – "Burnin'"
- Menca – "Without You"
- Sterling Void – "It's Alright"
- Noir – "MTV"
- Habersham & Jacob Todd – "Nevermore"
- Lifelike & Kris Menace – "Discopolis"
- Sébastien Léger feat. Gia Mellish – "Hypnotized"

2007:
- Mark Ronson feat. Lily Allen – "Oh My God"
- Robbie Williams – "She's Madonna"
- Deadmau5 – "Faxing Berlin"
- Liquid – "Sweet Harmony"
- Rene Amesz & Peter Gelderblom – "Snap"
- Dannii Minogue – "He's The Greatest Dancer"

2008:
- Kylie Minogue – "In My Arms"
- Sia – "Buttons"
- Sneaky Sound System – "Pictures"
- The Ting Tings – "Shut up and let me go"

2009:
- ATFC – "Tell U Y"
- Madonna – "Celebration"
- Lys feat. Mooli – "San Francisco Rain"
- Mini Viva – "Left My Heart In Tokyo"
- Sour Grapes – "Stay For Now" (Chris Lake & LYS Remix)
- La Roux – "In For The Kill"
- Tom Neville – "Run In Reverse" (Chris Lake & Lys Remix)

2010:
- The Black Eyed Peas – "Rock That Body"
- James Talk & Ridney – "Forever"
- Nightriders – "Hey!"
- Freakx Brothers – Burn My Ghettoblaster
- Nalin & Kane – "Beachball"

2011:
- Mind Electric, Demark & Manna feat. Max'C – "Wild Out"
- Pnau – "The Truth"
- Lady GaGa – "Judas"
- Nicole Scherzinger feat. 50 Cent – "Right There"
- Beyoncé – Run the World (Girls)
- Dan Black – "Symphonies"
- Milk & Sugar Vs. Vaya Con Dios – Hey (Nah Nah Nah) (Chris Lake & Marco Lys Remix)

2012:
- Habersham and Jacob Todd – "Nevermore"
- Laidback Luke Feat. Wynter Gordon – "Speak Up"
- Mario Larrea Feat. Jennifer Levy – "Belief"

2013:
- STJ feat. Kristin Callahan – "Around My Head" (Delighters & Chris Lake Remix)
- Chris Lake & Marco Lys – "La Tromba" (Chris Lake & Nom De Strip Remix)
- Duck Sauce – "It's You"

2014:
- NAPT – "Come On Surrender" (Chris Lake & Nom De Strip Remix)
- Indiana – "Solo Dancing"
- Cedric Gervais feat. Coco – "Through the Night"
- Prince – "FUNKNROLL"  (Chris Lake Edit)

2015:
- MNEK – "The Rhythm"
- Jess Glynne – "Hold My Hand"
- SNBRN feat. Kaleena Zanders – "California" (Chris Lake & Matroda Remix)
- Five Knives – "Savages"
- Mark Ronson - Uptown Funk (Chris Lake Edit)

2016:
- M-22 - Good To Be Loved (Chris Lake Remix)
- Big Grams feat. Skrillex - Drum Machine (Chris Lake Remix)
- Blonde and Craig David - Nothing Like This (Chris Lake Remix)
- Missy Elliott feat. Pharrell Williams - WTF [Where They From] (Chris Lake Remix)
- Calvin Harris & Disciples - How Deep Is Your Love (Chris Lake Remix)
- Felix Jaehn - Bonfire (Chris Lake Remix)

2017:
- GTA ft. Jarina De Marco - True Romance (Chris Lake Remix)

No han sido puestas a la venta
- 2008: "Mission" (Rising Music)
- 2008: "Released" (Rising Music)
- 2008: "Deadline" with Adam Shaw (Rising Music)